# Lago Kaniere
Il lago Kaniere è un lago glaciale situato sulla West Coast dell'Isola del Sud in Nuova Zelanda. Profondo quasi 200 m, è circondato su tre lati da montagne e foreste di rimu ed è ritenuto il lago più bello della West Coast.

## Geografia
Il lago Kaniere si trova a 19 km a sudest di Hokitika ed è situato tra due catene montuose. La sua superficie è di 22 km² (8,5 mi²), il che lo pone secondo solo al lago Brunner per dimensioni tra i laghi della West Coast. Si estende da nord a sud, è lungo 8 km e largo 2 km e ha una profondità massima di 195 m. Il monte Graham e il monte Upright / Te Taumata (o Uekanuku) si trovano sulla costa occidentale del lago, mentre il monte Tūhua si trova a est. Il lago fa parte della Lake Kaniere Scenic Reserve, la quale si estende per 7000 ettari.
La strada proveniente da Hokitika incontra la sponda settentrionale del lago presso "The Landing" e si divide in due direzioni: la Dorothy Falls Road risale l'intero lato orientale del lago oltre Hans Bay e Dorothy Falls fino al fiume Styx, mentre l'altro bivio va a ovest fino a Sunny Bight. Un sentiero escursionistico di quattro ore prosegue lungo il lato ovest del lago prima di raggiungere la Dorothy Falls Road. La maggior parte degli edifici sul lago Kaniere consiste in dimore vacanziere. A Hans Bay è presente un'area campeggio.

## Geologia
Come molti laghi della West Coast, il lago Kaniere si è originato 14.000 anni fa dall'azione dei ghiacciai nell'ultima era glaciale. Esso defluisce nell'estremità settentrionale del Mar di Tasman attraverso il fiume Kaniere, ma in passato il suo sbocco confluiva nell'estremità meridionale, sfociando nel fiume Styx. Questa uscita venne bloccata da una frana, deviando quindi l'acqua verso nord.

## Fauna
I corsi d'acqua che sfociano nel lago ospitano diverse specie di pesci autoctoni, tra cui toitoi, anguille a pinna lunga, kokopu fasciato e kokopu gigante. Il lago è stato rifornito di pesce in passato e contiene principalmente trote fario e persici.
Nei pressi del lago vi sono molte specie di uccelli autoctoni come il Microcarbo melanoleucos, il Phalacrocorax carbo, l'Aythya novaeseelandiae, la Tadorna variegata, il Porphyrio melanotus e persino le anatre grigie (quest'ultime raramente). Ci sono diverse coppie di whio nel fiume Styx all'estremità meridionale del lago. Nella foresta circostante si attestano kākāriki dalla corona gialla, ruru, fuciliere, rampicanti marroni e talvolta kea.
I primi coloni maori trovarono un gran numero di kākāpō intorno al lago.

## Flora
La Lake Kaniere Scenic Reserve è in gran parte composta da rimu maturi ed è considerata una delle aree boschive pianeggianti più ecologicamente significative della costa centrale occidentale. La composizione della foresta di rimu è variegata: sui terrazzamenti pianeggianti vi sono rātā (Metrosideros) e kaikawaka (Libocedrus bidwillii), mentre sui pendii si attestano Ripogonum scandens, kiekie (Freycinetia banksii) e miro (Prumnopitys ferruginea). Nelle zone più paludose sono presenti altre specie arboree tra cui manoao (Manoao colensoi), kaikawaka e kahikatea (Dacrycarpus dacrydioides).

## Insediamenti umani

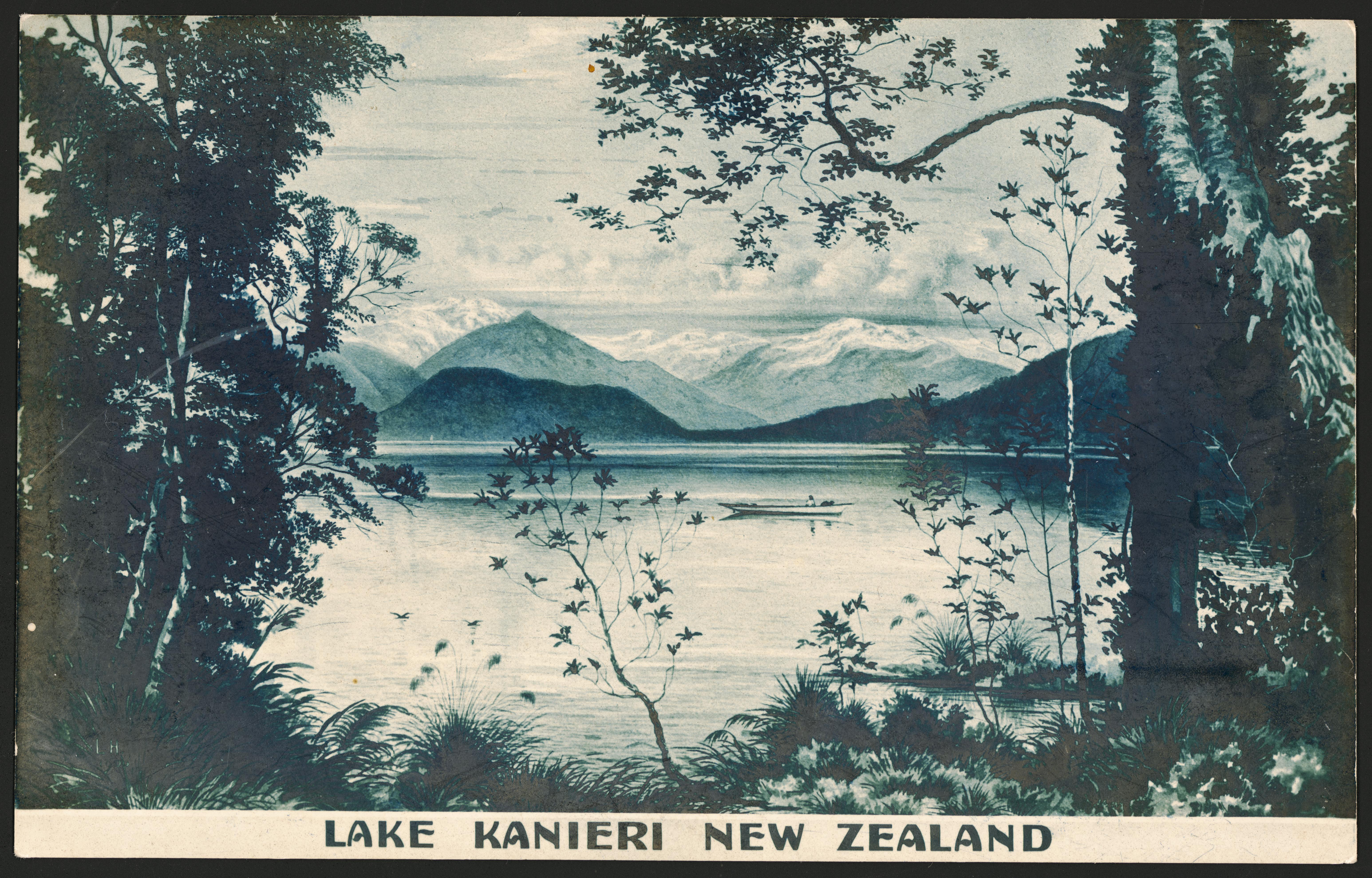
Cartolina turistica del 1910 raffigurante il lago

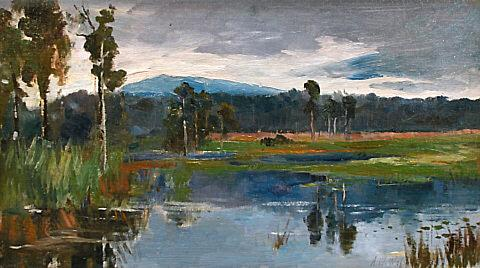
Dipinto di Alfred Walsh (1859-1916)

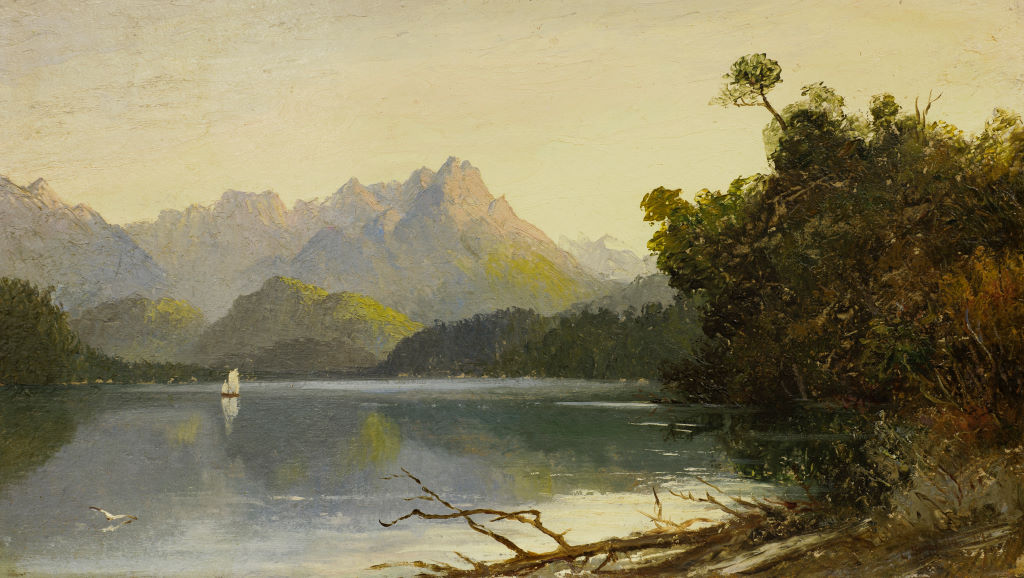
Dipinto di Charles Blomfield (1848-1926)

Prima dell'arrivo degli europei, il lago Kaniere era un importante mahinga kai (fonte di cibo) per i maori, che vi pescavano le anguille a pinna lunga e i weka, due delle risorse alimentari più importanti dell'area.
Nel 1909 fu costruita una piccola centrale idroelettrica sul fiume Kaniere, del costo di £ 15.000, per alimentare le apparecchiature di pompaggio della miniera d'oro di Ross. L'acqua viene prelevata vicino allo sbarramento all'estremità settentrionale del lago e viaggia per 9 km attraverso una serie di tunnel e canalizzazioni inclinate fino a una centrale gemella in grado di generare 520 kW. Il flusso dell'acqua era originariamente impiegato per il lavaggio dell'oro nell'area di Kaniere. Il più importante dei canali di legno, il Johnson's Flume, crollò nel 1973 e fu sostituito da un terrapieno. La centrale elettrica di Kaniere Forks in seguito fornì l'energia per il dragaggio dell'oro a Rimu, mentre dopo il 1931 generò energia esclusivamente per Hokitika, fornendo oggi 3,75 GWh all'anno alla città. Un percorso pedonale di 3 ore e mezza segue il flusso dell'acqua e fa parte del sentiero West Coast Wilderness Trail.
Il lago Kaniere è una destinazione popolare per attività ricreative come campeggio, picnic, moto d'acqua e sci nautico. Occasionalmente vi si recano i naturisti per la balneazione. La Nuova Zelanda non possiede spiagge nudiste riconosciute, poiché la nudità pubblica è legale su qualsiasi spiaggia in cui è "noto che si verifichi". Il lago è inoltre la principale fonte d'acqua per Hokitika.